# Dobrowoja
Dobrowoja — żeński odpowiednik staropolskiego imienia męskiego Dobrowoj, złożonego z członów Dobro- („dobry”) i -woj („wojownik”). Imię to nie było notowane w dawnych dokumentach. 
Dobrowoja imieniny obchodzi 14 sierpnia.